# Springfield Armor 2012-2013
La stagione 2012-13 degli Springfield Armor fu la 7ª nella NBA D-League per la franchigia.
Gli Springfield Armor arrivarono quinti nella East Division con un record di 18-32, non qualificandosi per i play-off.

## Roster
| N° | Naz.                          | Ruolo | Sportivo           | Anno | Alt. | Peso |
| -- | ----------------------------- | ----- | ------------------ | ---- | ---- | ---- |
| 4  | Stati Uniti (bandiera)        | G     | Tyshawn Taylor     | 1990 | 191  | 84   |
| 2  | Stati Uniti (bandiera)        | A     | Paul Carter        | 1987 | 203  | 91   |
| 7  | Stati Uniti (bandiera)        | G     | Christian Polk     | 1987 | 191  | 88   |
| 9  | Stati Uniti (bandiera)        | G     | Justin Johnson     | 1988 | 188  | 79   |
| 9  | Stati Uniti (bandiera)        | GA    | Johnny Thomas      | 1987 | 198  | 95   |
| 10 | Stati Uniti (bandiera)        | G     | Shawn Vanzant      | 1988 | 183  | 79   |
| 13 | Stati Uniti (bandiera)        | G     | Ramone Moore       | 1989 | 193  | 86   |
| 14 | Stati Uniti (bandiera)        | G     | Ben Uzoh           | 1988 | 191  | 93   |
| 15 | Stati Uniti (bandiera)        | G     | Dominique Jones    | 1988 | 196  | 98   |
| 17 | Stati Uniti (bandiera)        | G     | Thomas Baudinet    | 1989 | 191  | 86   |
| 17 | Porto Rico (bandiera)         | GA    | Edwin Ubiles       | 1986 | 198  | 93   |
| 21 | Stati Uniti (bandiera)        | G     | Cliff Tucker       | 1989 | 196  | 98   |
| 23 | Stati Uniti (bandiera)        | A     | Dennis Horner      | 1988 | 206  | 104  |
| 24 | Canada (bandiera)             | A     | Kris Joseph        | 1988 | 201  | 98   |
| 24 | Stati Uniti (bandiera)        | C     | Chas McFarland     | 1986 | 213  | 107  |
| 32 | Nigeria (bandiera)            | A     | Kenny Adeleke      | 1983 | 203  | 113  |
| 32 | Stati Uniti (bandiera)        | AC    | Shawn Taggart      | 1985 | 208  | 104  |
| 33 | Stati Uniti (bandiera)        | A     | Willie Reed        | 1990 | 208  | 100  |
| 34 | Stati Uniti (bandiera)        | A     | Carleton Scott     | 1988 | 188  | 86   |
| 44 | Rep. Centrafricana (bandiera) | A     | James Mays         | 1986 | 206  | 104  |
| 50 | Stati Uniti (bandiera)        | C     | Chaz Crawford      | 1984 | 208  | 109  |
| 50 | Georgia (bandiera)            | A     | Tornik'e Shengelia | 1991 | 203  | 94   |

## Staff tecnico
- Allenatore: Bob MacKinnon
- Vice-allenatore: Chris Carrawell
- Preparatore atletico: Mark Mahoney